# Castellnou de Carcolze
Castellnou de Carcolze és un poble del municipi alt-urgellenc del Pont de Bar.
Havia pertangut a l'antic municipi d'Aristot, fins que el 1970 Aristot va ser annexat a Toloriu per formar "Aristot i Toloriu", que amb el pas del temps s'ha passat a anomenar El Pont de Bar (per la capital del municipi).
Situat a 1.380 m d'alçada, té una població de 16 habitants (2006). L'església parroquial de Sant Gervasi de Carcolze és d'estil gòtic i en destaca una bonica porta sobre una curta graonada i la portalada de sota el campanar, que fa d'entrada a les ruïnes de l'antic clos murallat del castell. Castellnou fa la Festa Major el tercer diumenge de juny.
El nom del poble prové del llogaret de Carcolze, riu amunt; segons Coromines, el nom podria procedir de la paraula basca "karri-ko-bide", "camí de la roca". La parròquia de Carcolze ja és esmentada al 839, aquest cop amb el nom "Karchobite". Carcolze va ser venut perl vescomte Guillem d'Urgell al Castell de Carcolze en l'any 996, i els documents posteriors ja només fan esment de Castellnou com a únic terme i parròquia. Carcolze, en l'actualitat, és una borda i corral per al bestiar.